# Daniel von Wachter
Daniel von Wachter (* 1970 in München) ist ein deutscher Religionsphilosoph. Seine Forschungsschwerpunkte sind Metaphysik, analytische Religionsphilosophie, Ontologie, Kausalität, Naturgesetze und Willensfreiheit.

## Leben und Wirken
Der Sohn des Mediziners Albrecht von Wachter und der Medizinerin Ingrid von Boehmer, Tochter des Juristen und Unternehmers Henning von Boehmer, studierte nach seinem Abitur an der Technischen Universität München zunächst Maschinenbau und legte 1991 in diesem Fach sein Vordiplom ab. Anschließend wechselte er an die Ludwig-Maximilians-Universität München, wo er sich für das Fach Evangelische Theologie einschrieb und dort ein Jahr später ebenfalls seine Zwischenprüfung absolvierte. Nach einem erneuten Wechsel, diesmal an die Universität Innsbruck, belegte von Wachter die Fächer Philosophie und Musikwissenschaften und bestand 1995 seine Prüfung zum Magister der Philosophie. Im Jahr 1997 promovierte er an der Universität Hamburg zum Doktor der Philosophie auf dem Gebiet der Ontologie mit der Dissertation „Dinge und Eigenschaften“. Schließlich wechselte von Wachter an die Universität Oxford, wo er bei dem Religionsphilosophen Richard Swinburne das Fach Philosophische Theologie studierte. Hierin legte er 1999 seine Magisterprüfung und 2003 seine Promotion mit einer Arbeit über „Modality, Causality and God“ ab. Darüber hinaus war er zwischenzeitlich von Juli bis Dezember 2002 als wissenschaftlicher Mitarbeiter und Forscher am Institut für formale Ontologie und medizinische Informationswissenschaft an der Universität Leipzig tätig.
Nach seiner zweiten Promotion ging von Wachter zurück an die Ludwig-Maximilians-Universität München, wo er im Bereich Forschung und Lehre eingesetzt wurde. Von 2003 bis 2005 erhielt er dort im Rahmen des Bayerischen Habilitationsförderpreises ein dreijähriges Stipendium, um sich auf seine Habilitation vorzubereiten. Diese legte er im Jahr 2008 mit der Habilitationsschrift „Die kausale Struktur der Welt“ ab, wofür er ein Jahr später den „Karl-Alber-Preis“ erhielt.
Von August 2008 bis Dezember 2012 übernahm von Wachter eine ordentliche Professur an der Internationalen Akademie für Philosophie der Päpstlichen Katholischen Universität von Chile. Anschließend hatte er bis Juli 2020 die Leitung der damaligen Internationalen Akademie für Philosophie (IAP) im Fürstentum Liechtenstein inne. Seitdem ist er weiterhin als Professor an der IAP tätig.
Daniel von Wachter ist verheiratet und hat zwei Kinder. In seiner Freizeit ist er unter anderem aktiv als Countertenor und Violinist sowie als Bergsteiger.

## Lehre und Positionen
Als Philosoph beschäftigt sich von Wachter mit grundlegenden Begriffen wie Gott, Wahrheit und Vernunft. Besonders Vertretern der Postmoderne wie Michel Foucault, Jean-François Lyotard, Richard Rorty und Jacques Derrida wirft er vor, dass sie Wahrheitsfindung grundsätzlich ablehnen und das zur Vorgabe und zum Ziel ihres Denkens und ihrer Philosophie machen würden. Das führe zu einer fragwürdigen Gleichgültigkeit und einem verzerrten Wahrheitsbegriff. Er vertritt dagegen die Auffassung, dass vernünftige Menschen auch heute nach Gott suchen und sich um Wahrheit bemühen sollten. Denn in Wahrheit liege viel Kraft. Von Wachter positioniert sich fundamental christlich und lehnt neben dem Sozialismus und der Postmoderne auch die Philosophie der Aufklärung bzw. deren realhistorische Folgen wie die französische Revolution als „Rebellion gegen Gottes Ordnung“ ab.
In seiner Betrachtung „Eine philosophische Untersuchung des Neuen Coronavirus“ kommt er im April 2020 zu dem Schluss, dass SARS-CoV-2 bei durchschnittlich gesunden Menschen keine oder nur leichte grippale Symptome verursache. Die schweren Symptome, die bei einigen Infizierten auftreten, seien nur zum geringen Teil oder gar nicht durch den Erreger verursacht. „Auch ein Laie“ könne das erkennen. Dass die allermeisten Infizierten keine oder leichte Symptome haben, zeige, dass bei den wenigen Infizierten, die schwere Symptome haben, andere Ursachen wirken. Schon eine geringe beobachtete Zahl an Fällen, in denen der Erreger vorhanden ist, aber keine oder nur leichte Symptome auftreten, würde beweisen, dass der Erreger keine oder nur leichte Symptome verursacht und dass die schweren Symptome „durch etwas anderes“ verursacht werden. Ob aber etwa Vorerkrankungen, Luftverschmutzung, andere Erreger, Medikamenteinnahmen, Impfungen, Krankenhausinfektionen oder Influenza mitspiele, sei für die Bewertung der Gefährlichkeit des Erregers gleichgültig. Es sei „irrational“ zu glauben, dass der Erreger bei anderen durchschnittlich gesunden Menschen keine oder leichte Symptome hervorbringt, man selbst aber deswegen vielleicht intensivmedizinische Behandlung brauchen werde. Von Wachter kritisiert, es würden nur Theorien als „Verschwörungstheorien“ bezeichnet, die einer von der Regierung oder von den Behörden verbreiteten Darstellung widersprechen. Das Virus in sich zu haben, sei noch keine Krankheit. Daher seien vermehrte Testungen unnötig. In einem fiktiven Streitgespräch argumentiert der Partner mit der durch von Wachter unterstützten Position: „Wollen die uns eine möglichst hohe Zahl von Positivtestungen nennen, um den Eindruck zu erwecken, die seien jetzt alle krank und die Krankenhäuser platzen bald, wenn wir nicht Versammlungsverbot und Social Distancing machen?“
Ende Juni 2020 berichtete die Evangelische Nachrichtenagentur idea, von Wachter habe ihr gegenüber bestätigt, dass er bezüglich der Corona-Pandemie die These „nicht besonders gefährlich“ vertrete und überzeugt sei, „dass die Regierung und die regierungsnahen Medien die Unwahrheit über das Coronavirus sagen“. Im Internet fänden „die kritischen Stimmen“ zwar große Verbreitung, aber in den öffentlich-rechtlichen Medien kämen die vielen Wissenschaftler, die die Corona-Politik der Regierung kritisierten, nicht zu Wort, darunter Sucharit Bhakdi und Wolfgang Wodarg.

## Schriften (Auswahl)
- Dinge und Eigenschaften: Versuch zur Ontologie, Verlag J. H. Röll, Dettelbach und Hamburg 1997, ISBN 978-3-89754-168-9
- Die kausale Struktur der Welt: eine philosophische Untersuchung über Verursachung, Naturgesetze, freie Handlungen, Möglichkeit und Gottes Wirken in der Welt, Alber-Verlag, München 2009, ISBN 978-3-495-48389-3
- Eine philosophische Untersuchung des Neuen Coronavirus in The Beacon: Journal for Studying Ideologies and Mental Dimensions 3, 010910203; 2020

## Vorträge
- Daniel von Wachter: Warum ist es wichtig herauszufinden, ob es einen Gott gibt? 21. April 2011
- Daniel von Wachter: Ist alles determiniert? 17. Dezember 2013
- Daniel von Wachter: Naturgesetze und Wunder Zürich 20. November 2015